# Polyrhachis loriai
Polyrhachis loriai är en myrart som beskrevs av Carlo Emery 1897. Polyrhachis loriai ingår i släktet Polyrhachis och familjen myror. Inga underarter finns listade i Catalogue of Life.